# Szpital Holby City
Szpital Holby City – serial brytyjski opowiadający o codziennym życiu lekarzy, pielęgniarek oraz pacjentów w szpitalu w Holby.

## Obsada
- Lisa Faulkner – Victoria Merrick
- Dawn McDaniel – Kirstie Collins
- George Irving – Anton Meyer
- Paul Blackthorne – Guy Morton (2001–2002)
- Luke Mably – Paul Ripley
- Paul Shane – Stan Ashleigh (2001–2002)
- Kirsty Mitchell – Anita Forbes (2003)
- Sharon Maughan – Tricia Williams (od 2003)
- Rocky Marshall – Ed Keating (2002–2004)
- Hugh Quarshie – Ric Griffin (od 2002)
- Denis Lawson – Tom Campbell-Gore (2002–2004)
- Dominic Jephcott – Alistair Taylor (2002)
- Colette Brown – Dr. Samantha Kennedy (2001–2003)
- Noah Huntley – Dr. Will Curtis (od 2004)
- Thusita Jayasundera – Dr. Tushara Bandara (2000–2003)